# Александер Міхал Любомирський (пом. 1675)
Князь Александер Міхал Любомирський (пол. Aleksander Michał Lubomirski) (нар. бл. 1642 — пом. 1675) — польський шляхтич, староста переяславський і сандецький. Саме з нього почалася переворська гілка княжого роду Любомирських.

## Життєпис
Був другим сином коронного гетьмана польського Єжи Себастьяна Любомирського від першого шлюбу з Констанцією Ліґензою. Брати — Станіслав Іраклій, Ієронім Августин, Єжи Домінік і Францішек Себастьян.
Учасник воєн Речі Посполитої з московською державою (1654—1667) та Швецією (1655—1660). 1656 року в битві зі шведами під Варкою командував драгунською корогвою (190 коней). 1660 року під час військової кампанії в Україні командував кінним полком у битвах під Любаром, Чудновом і Слободищем.
Обраний маршалком Головного коронного трибуналу 1661 року. Був учасником Ґолембської конфедерації 1672 року. Як посол на конвокаційний сейм 1674 року від Краківського воєводства брав участь у генеральній конфедерації  16 січня 1674 року, створеній на тому сеймі. Виборець Яна III Собеського від Краківського воєводства 1674 року.

## Сім'я
1668 року одружився з Катериною Анною Сапігою (пом. після 1699), дочкою гетьмана великого литовського та воєводи віленського Павла Яна Сапіги. Діти:
- Анна Констанція Любомирська (пом. 1726), 1-й чоловік граф Ян Казимир Вельгорський, 2-й чоловік воєвода каліський та познанський Станіслав Малаховський (1659-1699);
- Єжи Александер Любомирський (бл. 1669-1735), обозний великий коронний (1703), сандомирський воєвода (1729-1735), староста сандецький;
- Міхал Любомирський (пом. 1714), підстолій великий коронний (1706);
- Юзеф Станіслав Любомирський (пом. 1710), абат тинецький.

Після смерті Александра Міхала Любомирського (1675) його діти перейшли під опіку родичів. Його вдова Катерина Анна вдруге вийшла заміж за сандецького старосту Яна Липського.